# Iglesia ortodoxa de Ucrania
La Iglesia ortodoxa de Ucrania (en ucraniano: Православна церква України, romanizado: Pravoslavna tserkva Ukrayíny) es una iglesia ortodoxa cuya autocefalía está reconocida por el Patriarcado Ecuménico y las iglesias de Alejandría, Grecia y Chipre. Está liderada por el metropolitano de Kiev y de toda Ucrania, Epifanio, desde el 15 de diciembre de 2018. Su sede metropolitana se encuentra en la Catedral de San Miguel de las Cúpulas Doradas y en octubre de 2021 contaba con 44 diócesis, 79 monasterios, 10 seminarios y 7122 parroquias.
En 2018, el 42,7% de los creyentes ortodoxos de Ucrania se declaraban feligreses de la Iglesia ortodoxa ucraniana del Patriarcado de Kiev. En enero de 2019, en una investigación llevada a cabo conjuntamente por tres centros de estudios sociológicos de Ucrania, el 70,7 % de los 11 000 encuestados se declaraba cristiano ortodoxo. El 43,9 % de estos dijo ser feligrés de la unificada Iglesia ortodoxa de Ucrania, el 38,4 % afirmó ser simplemente ortodoxo y el 15,2 % era seguidor de la Iglesia ortodoxa ucraniana del Patriarcado de Moscú.
El 24 de mayo de 2023, el Consejo de Obispos decidió cambiar por completo al calendario juliano revisado y que esta transición tendrá lugar el 1 de septiembre de 2023. También se decidió convocar el Consejo Local el 27 de julio de 2023, que finalmente aprobará la transición al calendario juliano revisado.

## Orígenes
La cristianización de la Rus de Kiev tuvo lugar en varias etapas. A principios de 867, el Patriarca Focio de Constantinopla anunció a otros patriarcas ortodoxos que la Rus de Kiev, bautizada por su obispo, había abrazado el cristianismo con particular entusiasmo. Los intentos de Focio de cristianizar el país no parecen haber tenido demasiado efecto o consecuencias, ya que la Crónica de Néstor y otras fuentes eslavas describen al pueblo Rus' del siglo X como arraigado firmemente en el paganismo.

## Proclamación de la autocefalia y cisma
La actual Iglesia ortodoxa de Ucrania tiene como precedente importante la proclamación de la Iglesia ortodoxa autocéfala ucraniana, que se separó de la Iglesia ortodoxa rusa el 1 de enero de 1919, cuando la República Popular Ucraniana aprobó un decreto que declaraba la autocefalía de la Iglesia ortodoxa ucraniana. Sin embargo, la Iglesia se enfrentó a la hostilidad de la Iglesia ortodoxa rusa en Ucrania y las autoridades soviéticas, por lo que la Iglesia ortodoxa autocéfala ucraniana se vio obligada a quedarse por fuera de las fronteras de la Unión Soviética, siendo revivida en el territorio de Ucrania bajo la ocupación alemana durante la Segunda Guerra Mundial. A finales de 1980, algunos de los fieles ortodoxos en la RSS de Ucrania hicieron un llamamiento al gobierno soviético para restablecer la Iglesia ortodoxa autocéfala ucraniana.
Tras la declaración de Independencia de Ucrania y la disolución de la Unión Soviética en 1991, en junio de 1992, fue establecida la Iglesia ortodoxa ucraniana del Patriarcado de Kiev que proclamó su independencia de la Iglesia ortodoxa ucraniana del Patriarcado de Moscú. En octubre de 1995, el metropolita Filaret (Denysenko) fue elegido primado del Patriarcado de Kiev.

### Discusión sobre la canonicidad

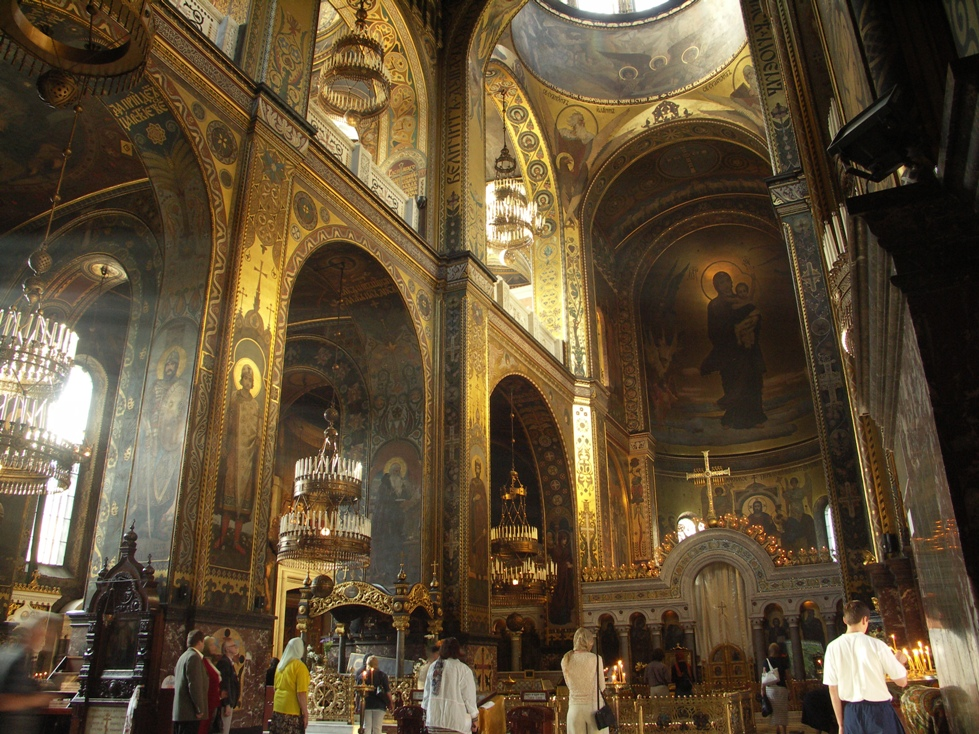
Interior de la Catedral de San Volodýmyr (Kiev)

En el año 1997, el Patriarcado de Moscú aplicó la sanción de excomunión y expulsión del oficio clerical (denominado reducción al estado laical en el derecho canónico romano) contra los obispos rusos que crearon el autodenominado Patriarcado de Kiev, entre ellos  Filaret. Así las cosas, el derecho canónico de la Iglesia ortodoxa considera que las personas que se identifican como clérigos en la organización "Patriarcado de Kiev" no celebran en nombre de la Iglesia, motivo por el cual se encuentran privados de Gracia para administrar sacerdotes, hecho por el cual se ha roto la Sucesión Apostólica y no tienen obispos válidos desde un punto de vista teológico.
El 27 de mayo de 2004, el Santo Sínodo del Patriarcado Ecuménico de Constantinopla y el mismo Patriarca Bartolomé I condenaron la actitud cismática de quienes integran la institución autodenominada como "Iglesia ortodoxa ucraniana —Patriarcado de Kiev—" por atentar contra la Iglesia ortodoxa y sus Sagrados Cánones. Se resolvió que se debía suspender todo tipo de cooperación en pos de la unidad, pues estaba siendo utilizado el nombre del Patriarcado Ecuménico a través de la difusión de noticias falsas tales como que se le concedería la autonomía al "Patriarcado de Kiev". Categóricamente, el Patriarca Bartolomé I y el Sacro Santo Sínodo expresaron que "el Patriarcado Ecuménico desaprueba totalmente tales eventos irregulares" por atendar directamente contra la unidad de la Iglesia. En su nota, el Patriarcado consideró categóricamente que los "grupos cismáticos", es decir quienes dirigen el "Patriarcado de Kiev", han tergiversado la información para aprovecharse de la buena voluntad de los piadosos fieles ucranianos.
El 18 de marzo de 2015,  el Sínodo de la Iglesia ortodoxa polaca tomó la decisión de clausurar uno de sus monasterios, el de Santos Cirilo y Metodio en Ujkowice, eparquía de Przemyśl, por las prácticas de comunión de sacramentos que aquel tenía con clérigos del Patriarcado de Kiev.
En el encuentro del Metropolitano de Lugansk y Alchevsk, cabeza de las relaciones eclesiales exteriores de la Iglesia ortodoxa ucraniana, con la delegación del Consejo Mundial de Iglesias que tuvo lugar el 18 de marzo de 2015, en el monasterio de las Cuevas de Kiev el Metropolitano de Sasima del Patriarcado Ecuménico de Constantinopla dijo: "Usted mencionó el Patriarcado de Kiev. En nuestra Iglesia no lo llamamos Patriarcado el "Patriarcado de Kiev". Los llamamos cismáticos, para que no se produzca una opinión que los reconocemos. Pueden llamarse como quieran, pero ninguna de las Iglesias los reconoce". Por tal motivo, carecen de Sucesión Apostólica y no celebran lícita ni válidamente Sacramentos en nombre de la Iglesia.

### Invasión de jurisdicción canónica
Desde el año 2004, el Patriarcado de Kiev inició una ofensiva contra Jurisdicciones canónicas de la Iglesia ortodoxa en América Latina. Previamente ya había iniciado acciones similares contra las autoridades de la Iglesia ortodoxa ucraniana en Canadá y en los Estados Unidos de América.
Años más tarde, los fieles de la Catedral San Jorge de Encarnación, sita en la ciudad de Encarnación, Itapúa, Paraguay, decidieron luego de medio siglo romper la comunión con las demás parroquias, clero, fieles y con el mismo obispo de la Iglesia ortodoxa ucraniana en América del Sur, Jeremías Ferens, hecho que viola los Sagrados Cánones. Dicho obispo, por indicación del Patriarca ecuménico Bartolomé I es el que tiene jurisdicción canónica sobre los fieles ortodoxos ucranianos en América Latina. Tal disposición patriarcal es reconocida por la demás Iglesias canónicas, como es el caso del Patriarcado de Antioquía por mencionar algunos con presencia en la región.
Así las cosas, los fieles decidieron subordinarse a la autoridad del autodenominado Patriarca Filaret, expulsado del episcopado por el Patriarcado de Moscú y condenado por toda la Iglesia ortodoxa. El señor Filaret envió a un hombre que se identifica como sacerdote. Este funcionario viene desempeñando las funciones de párroco desde antes del año 2010.
En reciente ocasiones, el señor Mijaíl que se identifica como Metropolitano de Lutsk, Ucrania, envió a un joven que él había "ordenado" diácono y posteriormente sacerdote en el año 2013. Los obispos ortodoxos de Argentina, principalmente a través del Exarca del Patriarcado Ecuménico de Constantinopla, declararon que la ordenación sacerdotal estaba privada de Gracia dado que quien la había celebrado carece de Sucesión Apostólica, motivo por el cual se invitó a la persona a recibir nuevamente el Sacramento del Orden Sagrado de manos de un obispo válido.

## Concesión de la autocefalia

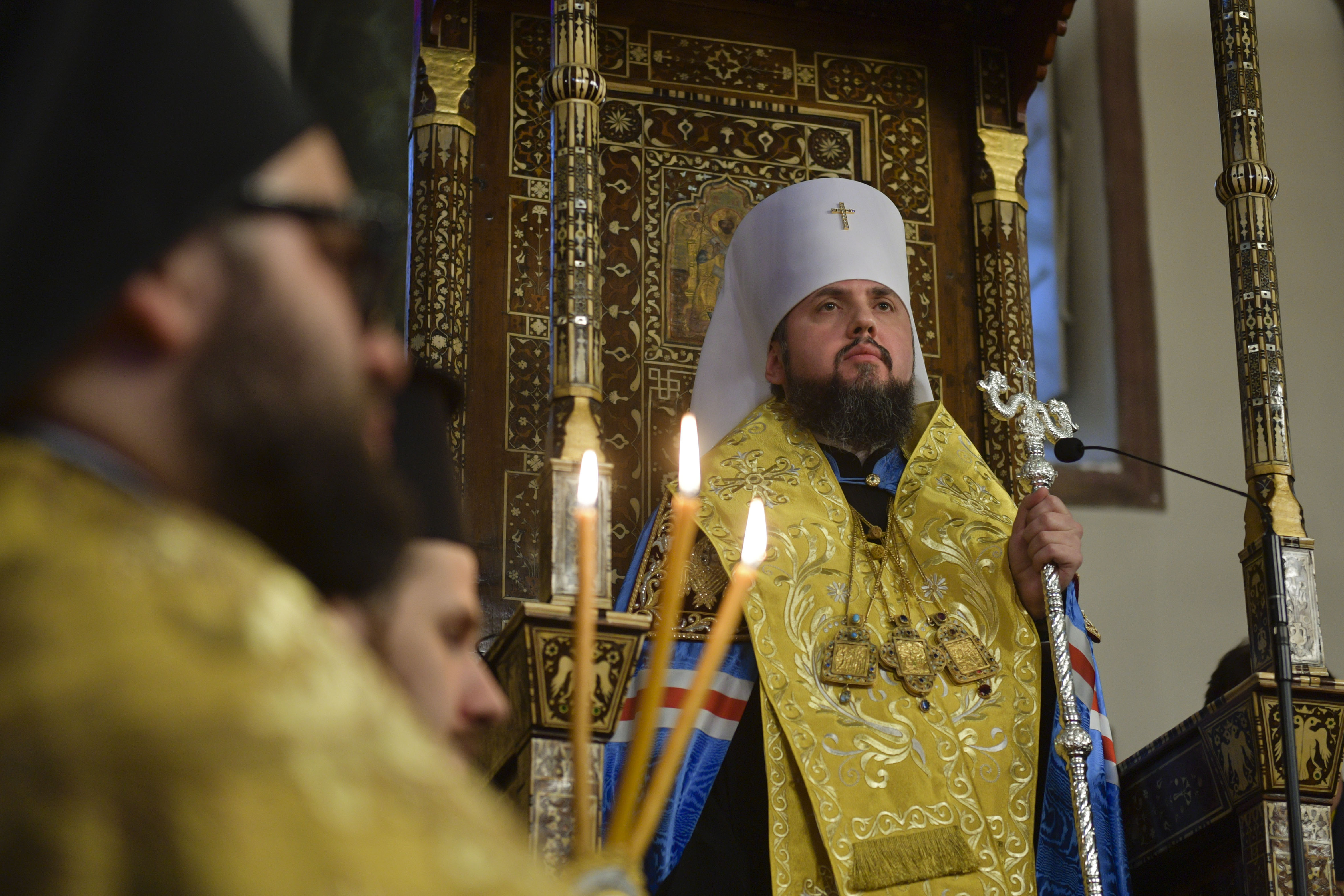
Metropolitano Epifanio en la ceremonia en que fue reconocido por el Patriarcado Ecuménico de Constantinopla como primado de la Iglesia ortodoxa de Ucrania

El 17 de abril de 2018, los obispos de la Iglesia ortodoxa ucraniana del Patriarcado de Kiev y de la Iglesia ortodoxa autocéfala ucraniana anunciaron que se habían dirigido al Patriarcado Ecuménico de Constantinopla solicitando la concesión de autocefalia
a la Iglesia ortodoxa de Ucrania, invitando asimismo a obispos de la Iglesia ortodoxa ucraniana del Patriarcado de Moscú a sumarse a dicha solicitud.
Tras la celebración del concilio del Sagrado y Santo Sínodo del Patriarcado Ecuménico los días 19 y 20 de abril de 2018, el Santo Sínodo señaló en un comunicado que el Patriarcado Ecuménico, habiendo recibido de las autoridades eclesiásticas y civiles de Ucrania una solicitud de concesión de autocefalia, examinó la situación de la iglesia ortodoxa en el país y decidió considerar este tema mediante la coordinación con sus iglesias ortodoxas hermanas.
El 2 de julio de 2018, una nota de prensa publicada por el Patriarcado Ecuménico de Constantinopla cita las palabras del Patriarca Bartolomé I en las que declara que no existe ningún territorio canónico de la Iglesia ortodoxa rusa en Ucrania ya que Moscú se anexionó la Iglesia ucraniana en 1686 de forma canónicamente inaceptable. Asimismo, en su discurso del 3 de septiembre ante el Synaxis de los Jerarcas del Trono Ecuménico con ocasión de la fiesta de Circuncisión de Jesús, el Patriarca Bartolomé expuso la situación de la Iglesia Ortodoxa en Ucrania, así como clarificó y reiteró los puntos fundamentales acerca de la unidad en la Santa Iglesia Ortodoxa y el papel del Patriarcado Ecuménico en la preservación de la misma.
El 7 de septiembre de 2018, el Sínodo del Patriarcado Ecuménico de Constantinopla anunció que, en el marco de la preparación de la concesión de la autocefalia a la Iglesia ortodoxa de Ucrania, nombra como sus exarcas en Kiev al arzobispo Daniel de Estados Unidos de América y al obispo Ilarión de Canadá quienes sirven a las Iglesias ortodoxas ucranianas en sus respectivos países, estando éstas bajo la jurisdicción canónica del Ecuménico Patriarcado.
El arzobispo de Telmeso y representante del Patriarcado Ecuménico de Constantinopla en el Consejo Mundial de Iglesias Job Getcha recordó que el primer metropolitano de Moscú, Jonás de Moscú, fue nombrado metropolitano el 15 de diciembre de 1448 sin el consentimiento del Patriarca de Constantinopla. Este hecho significó la autoproclamación de autocefalia por la Iglesia ortodoxa rusa. Asimismo el 20 de septiembre de 2018, en una entrevista a los medios ucranianos, el arzobispo Job declaró que Ucrania fue siempre territorio canónico del Patriarcado Ecuménico.
Por su parte, la Iglesia ortodoxa ucraniana en Estados Unidos de América manifiesta que la proclamación del Patriarcado de Moscú en 1686 no incluye en la jurisdicción de Moscú la región de la actual Metrópolis de Kiev, perteneciendo ésta al territorio canónico del Patriarcado Ecuménico de Constantinopla.
En septiembre de 2018, el Patriarcado Ecuménico de Constantinopla publicó el informe titulado THE ECUMENICAL THRONE AND THE CHURCH OF UKRAINE - The Documents Speak (El Trono Ecuménico y la Iglesia de Ucrania  - Hablan los documentos). Basándose en fuentes históricas y canónicas, el informe demuestra la jurisdicción canónica del Patriarcado Ecuménico sobre la Iglesia ortodoxa de Ucrania.
El 11 de octubre de 2018, el Santo Sínodo del Patriarcado Ecuménico de Constantinopla renovó la decisión, ya tomada, de la concesión de la autocefalia del Patriarca Ecuménico a la Iglesia ortodoxa de Ucrania, así como reinstituyó canónicamente en sus jerárquicos o sacerdotales rangos a Filaret (Denysenko) y a Makari (Malétych) (el Patriarca de la Iglesia ortodoxa ucraniana del Patriarcado de Kiev y el Metropolita de Kiev y toda Ucrania de la Iglesia ortodoxa autocéfala ucraniana, respectivamente) así como a los sacerdotes ordenados por ellos. Asimismo revocó la validez de la carta sinodal de 1686, emitida por las circunstancias de la época, según la oikonomía, que concedía el derecho del Patriarca de Moscú a ordenar al Metropolita de Kiev, elegido por la asamblea clerical-laica de su diócesis, teniendo que conmemorar en primer lugar el nombre del Patriarca ecuménico como signo de dependencia canónica.
El 12 de octubre, el Patriarcado de Kiev hizo un llamamiento a los obispos de las tres iglesias ortodoxas de Ucrania de proceder a la preparación del Sínodo Extraordinario de Unificación con el fin de lograr la unidad eclesial en el país así como elegir al cabeza de la unificada Iglesia ortodoxa de Ucrania. El Patriarcado Ecuménico de Constantinopla hará entrega del Tomos de autocefalia al Patriarca elegido en dicho Sínodo.
El 15 de octubre, la Iglesia ortodoxa rusa anunció su decisión de romper de manera definitiva las relaciones con el Patriarcado Ecuménico de Constantinopla tras su decisión de aprobar el establecimiento de una iglesia independiente en Ucrania. El metropolitano Ilarión, jefe de Exteriores de la Iglesia ortodoxa rusa, declaró que el Santo Sínodo de la estructura eclesiástica había tomado la decisión de "romper totalmente la plena comunión con el Patriarca de Constantinopla". La decisión fue adoptada en el marco de una reunión del Sínodo celebrada, por primera vez en la historia, en la capital de Bielorrusia, Minsk, siendo presidida por el Patriarca de Moscú y toda Rus, Cirilo I.
El 3 de noviembre de 2018, el Patriarca Ecuménico Bartolomé I y el presidente de Ucrania Petró Poroshenko firmaron el acuerdo Acerca de la cooperación e interacción entre Ucrania y el Patriarcado Ecuménico ("On Cooperation and Interaction between Ukraine and the Ecumenical Patriarchate of Constantinople"). Rubricado en Estambul, el acuerdo pone las bases de la cooperación para el establecimiento de una Iglesia ortodoxa independiente en Ucrania. El Patriarca Ecuménico hará entrega del Tomos de autocefalia al primado salido de la votación de los obispos reunidos en el Sínodo extraordinario de unificación.
El 29 de noviembre, el Santo Sínodo del Patriarcado Ecuménico aprobó el borrador de los estatutos de la Iglesia ortodoxa independiente de Ucrania.

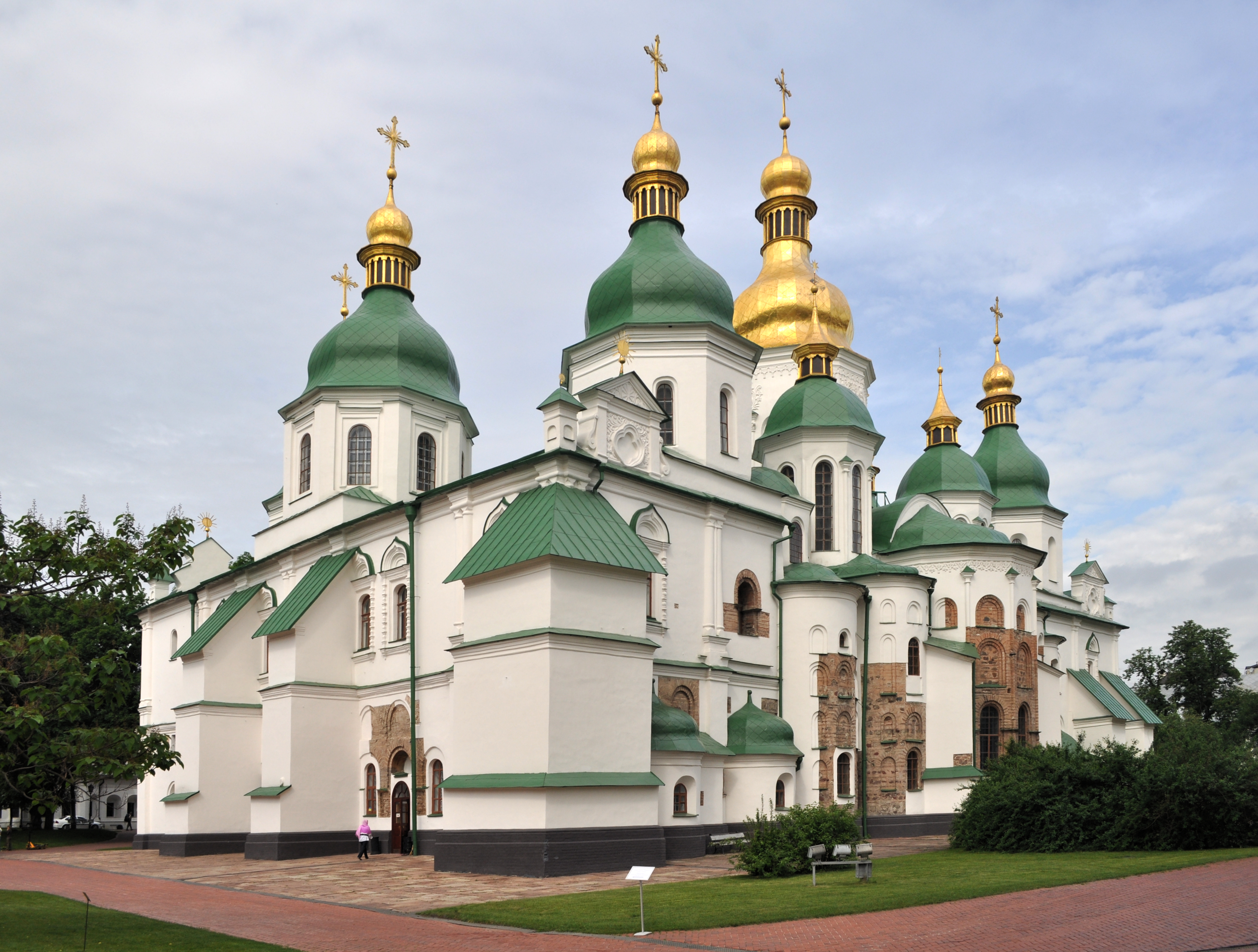
Catedral de Santa Sofía (Kiev)

El 15 de diciembre de 2018, en la Catedral de Santa Sofía de Kiev se celebró el Sínodo Extraordinario de Unificación de las tres iglesias ortodoxas ucranianas siendo elegido como Metropolita de Kiev y toda Ucrania el arzobispo de  Pereyáslav-Jmelnitski y Bila Tserkva Epifanio (Dumenko). El Patriarcado Ecuménico de Constantinopla, en un comunicado, ha mostrado su satisfacción por la finalización del proceso de la concesión de autocefalia a la Iglesia ortodoxa de Ucrania y ha invitado al Metropolita Epifanio a Fanar para la entrega del Tomos el 6 de enero de 2019.
El 16 de diciembre, por primera vez en la historia, el nombre del Metropolita de Kiev y toda Ucrania fue conmemorado en la liturgia oficiada por el Patriarca Ecuménico de Constantinopla que tuvo lugar en la Iglesia de San Nicolás de Estambul.
El 5 de enero de 2019, en la Catedral patriarcal de San Jorge en Estambul el Patriarca Ecuménico de Constantinopla Bartolomé I rubricó el tomos de autocefalia de la Iglesia ortodoxa de Ucrania en presencia del Metropolita de Kiev y toda Ucrania Epifanio (Yepifany) y el presidente de Ucrania Petró Poroshenko. El 6 de enero, Bartolomé I hizo entrega a Epifanio del tomos, escrito sobre un pergamino ilustrado, durante la Divina Liturgia concelebrada por ambos en la Catedral de San Jorge en vísperas de la Navidad ortodoxa.
El 14 de enero, el sitio oficial del Patriarcado Ecuménico hizo público el texto completo del Tomos de autocefalia en los idiomas griego, inglés y ucraniano.

## Reconocimiento por otras Iglesias ortodoxas
El 12 de octubre de 2019, la Iglesia ortodoxa de Grecia reconocía oficialmente la autocefalía de la Iglesia ortodoxa de Ucrania. El Arzobispo de Atenas y toda Grecia Jerónimo II concelebró la Divina Liturgia con el Metropolita de Kiev y toda Ucrania Epifanio el 19 de octubre en Salónica.
El 17 de octubre de 2019, el Santo Sínodo de la Iglesia ortodoxa rusa autorizó al Patriarca Cirilo I de Moscú suprimir en las liturgias la mención del nombre del Arzobispo Jerónimo II de Atenas y toda Grecia, rompiendo de esta manera la plena comunión con la Iglesia ortodoxa de Grecia.
El 8 de noviembre de 2019, la Iglesia ortodoxa de Alejandría reconocía oficialmente la autocefalía de la Iglesia ortodoxa de Ucrania. El  Metropolita de Kiev y toda Ucrania Epifanio agradecía al Patriarca ortodoxo de Alejandría y de toda África Teodoro II por dicho reconocimiento al día siguiente.
El 23 de noviembre de 2020, la Iglesia ortodoxa de Chipre reconocía oficialmente la autocefalía de la Iglesia ortodoxa de Ucrania. Previamente, el 24 de octubre de 2020, el primado de la Iglesia ortodoxa de Chipre Crisóstomo II mencionó el nombre del Metropolita de Kiev y toda Ucrania Epifanio en su liturgia quien le expresó su agradecimiento.

## Iglesias ortodoxas ucranianas en diáspora reconocidas por el Patriarcado Ecuménico
Los cánones de la Iglesia ortodoxa establecen que la diáspora, es decir, aquellas comunidades eclesiales que se encuentran fuera de países de tradición ortodoxa, deben estar bajo la protección espiritual del Patriarcado Ecuménico de Constantinopla. En cumplimiento de dicho canon, en el año 1990, siguiendo indicaciones del Patriarca Mstyslav (Stepán Skrýpnyk), las Iglesias ortodoxas ucranianas fuera de Ucrania se unieron a dicho Patriarcado.
Por ello, las siguientes jurisdicciones corresponden al Patriarcado Ecuménico de Constantinopla.
- Iglesia ortodoxa ucraniana en Canadá (Ukrainian Orthodox Church of Canada)
- Iglesia ortodoxa ucraniana en Estados Unidos de América (Ukrainian Orthodox Church of the USA)
- Iglesia ortodoxa ucraniana en América del Sur